# Phalaropodini
Phalaropodini – plemię ptaków z podrodziny brodźców (Tringinae) w rodzinie bekasowatych (Scolopacidae).

## Zasięg występowania
Plemię obejmuje gatunki w sezonie lęgowym występujące w Eurazji i Ameryce Północnej.

## Systematyka
Do plemienia należą następujące rodzaje:
- Steganopus Vieillot, 1818 – jedynym przedstawicielem jest Steganopus tricolor Vieillot, 1819 – płatkonóg trójbarwny
- Phalaropus Brisson, 1760